# Pseudarctomia microleuca
Pseudarctomia microleuca — вид грибів, що належить до монотипового роду Pseudarctomia.